# Teatr Östgötateatern w Norrköping

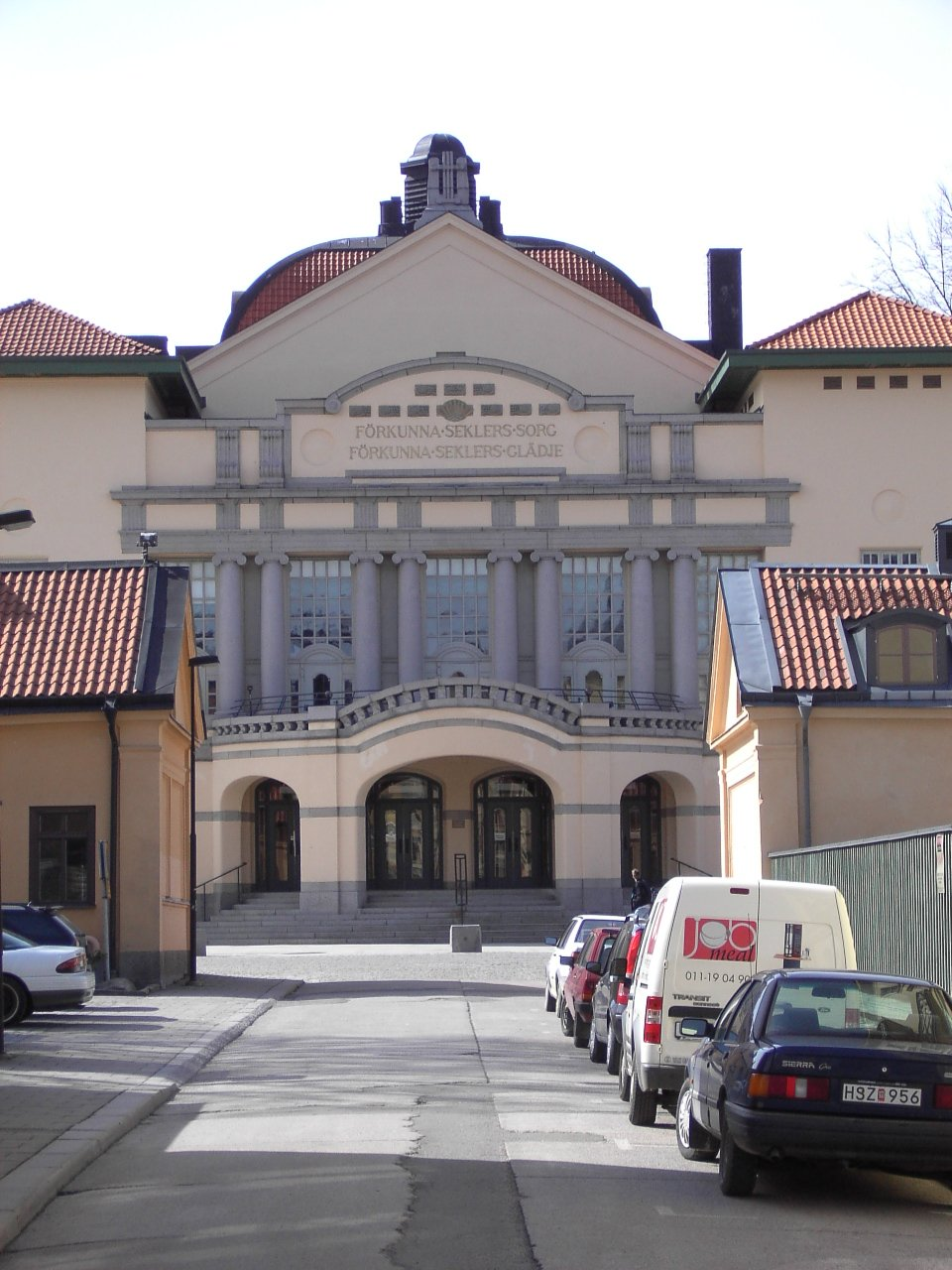
Teatr Östgötateatern w Norrköping

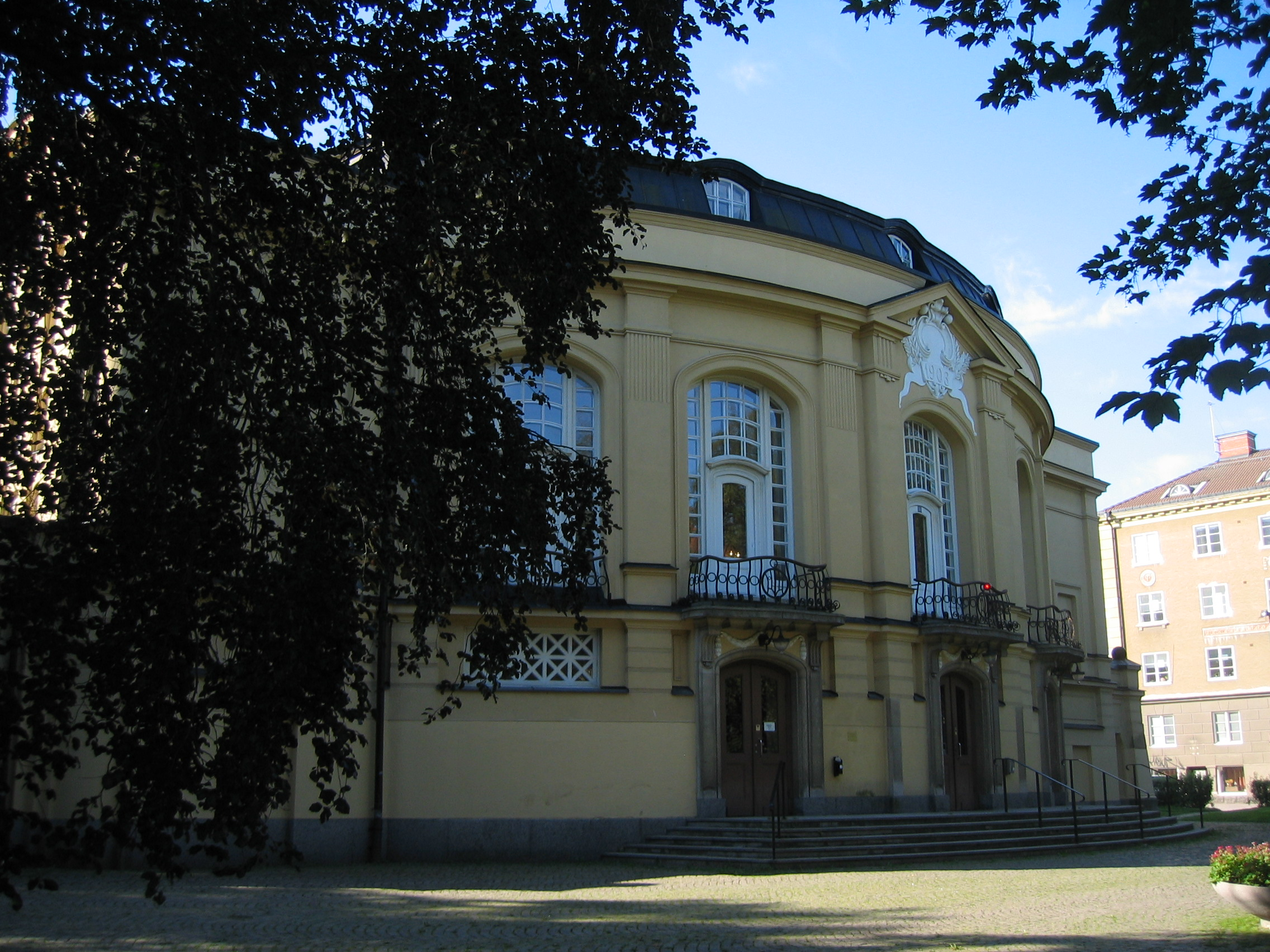
Teatr Östgötateatern w Linköping

Östgötateatern – największy regionalny teatr w Szwecji, mający sceny w Norrköping i Linköping. Teatr ma szeroki repertuar, na który składa się zarówno klasyka jak i sztuki współczesne. Östgötateatern jest też znany jako jedna z głównych scen musicalowych Szwecji. Do największych sukcesów artystycznych teatru należą: La Cage aux Folles, My Fair Lady i Jekyll & Hyde.
W teatrze gościnnie reżyserowali lub występowali m.in.: Ingmar Bergman, Ernst-Hugo Järegård, Max von Sydow, Bertil Norström, Thorsten Flinck, Nils Poppe, Annalisa Ericson, Olof Thunberg, Karl Dyall, Eva Rydberg i Anders Ekborg.
Obecnym dyrektorem teatru jest Johan Celander. Stały zespół tworzą m.in.: Christian Zell, Jörgen Mulligan, Sven Angleflod, Richard Carlsohn, Gunnel Samuelsson, Bo Höglund, Mats Huddén, Claes Weinar, Patrik Voight i Marika Strand.
Budynek teatru (Stora teatern) został zaprojektowany w stylu secesyjnym przez Axela Anderberga i oddany oficjalnie do użytku 24 lutego 1908. Na fasadzie widnieje dewiza autorstwa Esaiasa Tegnéra: Förkunna seklers sorg - Förkunna seklers glädje mająca przypominać, iż teatr ma towarzyszyć ludziom zarówno w ich codziennych radościach jak i kłopotach.